# 石村理香
石村 理香（いしむら りか、1964年〈昭和39年〉12月16日 - ）は、グループ トーキング・アイの代表者兼フリーアナウンサー。岡山県出身。元テレビせとうちのキャスター。

## 現在の担当番組
- なし

## 過去の担当番組
- TSCナイス5 (TSC)
- せとうちニュースアイ (TSC)

## 出演等
- 各種イベント等の司会